# سليم دي بسترس
سليم دي بسترس علامة، ولد في عام 1839 ببيروت، وتوفي في 1883 بلندن.

## أعماله
- النزهة الشهية في الرحلة السليمية
- الجليس الأنيس